# Tiesteberg
De Tiesteberg (ook wel Bremberg) is een helling op de oostkant van de Brabantse Wal nabij Huijbergen in het zuidwesten van de Nederlandse provincie Noord-Brabant.

## Wielrennen
De helling wordt opgenomen in diverse veldritten.